# Port Saint-Étienne
Pour les articles homonymes, voir Saint-Étienne.
Le port Saint-Étienne (en occitan : port de Sant Esteve) est une voie de Toulouse, chef-lieu de la région Occitanie, dans le Midi de la France.

## Situation et accès

### Description
Le port Saint-Étienne est une voie publique. Il se situe en partie dans le quartier Dupuy, dans le secteur 1 - Centre, et dans le quartier Guilheméry, dans le secteur 4 - Est.

### Voies rencontrées
Le port Saint-Étienne rencontre les voies suivantes, dans l'ordre des numéros croissants (« g » indique que la rue se situe à gauche, « d » à droite) :
1. Rue du Pont-Montaudran (g)
2. Avenue Jean-Rieux (d)
3. Rue de l'Aqueduc (d)
4. Rue du Pont-Guilheméry

### Transports
Le port Saint-Étienne est parcouru et desservi directement, sur le côté est, par les lignes du Linéo L1 et du bus 27. L'avenue Jean-Rieux et la place Dominique-Martin-Dupuy, à proximité immédiate, sont également desservis par la ligne du Linéo L8. Plus loin, le long du boulevard Lazare-Carnot, se trouvent la station François-Verdier, sur la ligne de métro , ainsi que les arrêts des lignes du Linéo L9 et du bus 29.
Il existe plusieurs stations de vélos en libre-service VélôToulouse à proximité du port Saint-Étienne : les stations no 42 (3 boulevard du Professeur-Léopold-Escande), no 43 (14 place Dominique-Martin-Dupuy) et no 100 (16 allées Paul-Sabatier).

## Odonymie
Le port Saint-Étienne tient son nom du quartier qu'il bordait au XVIIe siècle, le faubourg Saint-Étienne (actuel quartier Dupuy). Il s'était développé, depuis le milieu du Moyen Âge, hors de la ville et de la protection du rempart, mais face à la principale porte est, la porte Saint-Étienne (emplacement de l'actuel no 64 rue de Metz). L'invocation à saint Étienne se retrouve, à l'origine, pour la cathédrale de Toulouse. Le port Saint-Étienne n'a jamais changé de nom, sinon en 1794, pendant la Révolution française, où on lui donna celui de port National.

## Histoire

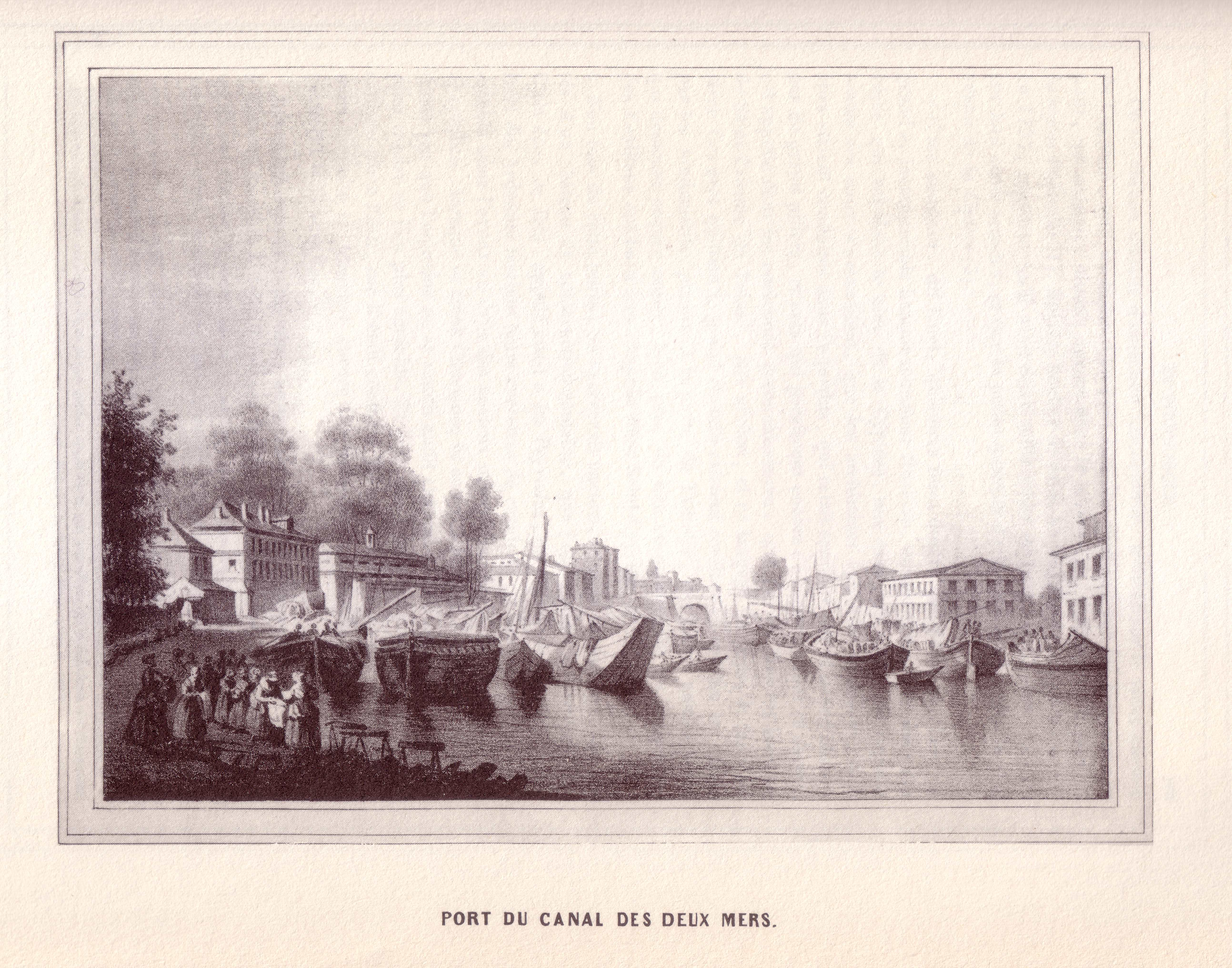
Le port Saint-Étienne au milieu du XIXe siècle (lithographie de Jean-Mamert Cayla, Toulouse monumentale et pittoresque, 1842).

Le premier projet de port sur le canal du Midi n'apparaît qu'au début du XVIIIe siècle. En 1708, l'ingénieur Antoine Niquet mène les travaux, qui consistent à élargir et recreuser le canal sur 200 mètres environ, entre les ponts Montaudran et Guilheméry.

## Patrimoine et lieux d'intérêt

### Canal du Midi
Patrimoine mondial (1996).
Le port Saint-Étienne longe le canal du Midi. La première partie du canal, entre la Garonne, à Toulouse, et le seuil de Naurouze, est creusée entre 1667 et 1671.
Le canal est franchi par plusieurs ponts qui sont, d'amont en aval : 
- pont Montaudran. 
Le premier pont est construit en 1683, au moment de la mise en eau du canal. Il est reconstruit entre 1769 et 1771 sur les plans de l'architecte de la sénéchaussée et de la province, Joseph-Marie de Saget. 
En 1963, le développement urbain des faubourgs et la croissance de la circulation automobile amènent la municipalité à demander sa reconstruction et l'aménagement de voies rapides sur les berges du canal. En 1965, le projet présenté par les ingénieurs de la ville, Toulière, Fanade et Gesta, est lancé. Il est achevé et ouvert à la circulation l'année suivante. Le pont à poutres en béton se compose de trois travées : une travées centrale, large de 18 mètres, et deux travées latérales, larges de 10 mètres chacune[5].

- pont Guilheméry. 
Le premier pont est construit en brique vers 1680, peu après le creusement du canal du Midi. Il est démoli et reconstruit entre 1841 et 1845 avec le soutien du département de la Haute-Garonne et de la ville de Toulouse : le nouveau pont, en brique claire et pierre de taille, avec son arche surbaissée, est représentatif des ponts construits à cette époque. Mais dans les années 1960 il se révèle inadapté au développement du trafic automobile et il est démoli en 1975. Le projet inclut la construction d'un pont-dalle franchissant le canal, et l'aménagement de voies sur berges longeant le canal. Le pont, d'une seule travée, en béton précontraint, mesure 38 mètres de long et 19 mètres de large. Il est inauguré en octobre 1976[6].

L'administration du canal a également construit un ensemble de bâtiments destinés à l'administration  du canal et du port : le château du canal, le bâtiment des archives, des magasins et entrepôts, des logements et des bureaux.
- no 2-10 : bureaux. 
En 1750, un premier bâtiment destiné à abriter les archives du Canal est construit (actuel no 2). Il est encadré par deux glacières. En 1829, plusieurs Dans le premier quart du XIXe siècle, un pavillon destiné au logement des employés du Canal est construit. Il est agrandi à plusieurs reprises. En 1898, il devient le centre administratif du Service des canaux du Midi créé par l'État. Il abrite désormais la direction interrégionale sud ouest de Voies navigables de France.

- no 12-18 : entre 1788 et 1790, des entrepôts sont édifiés de part et d'autre du château.

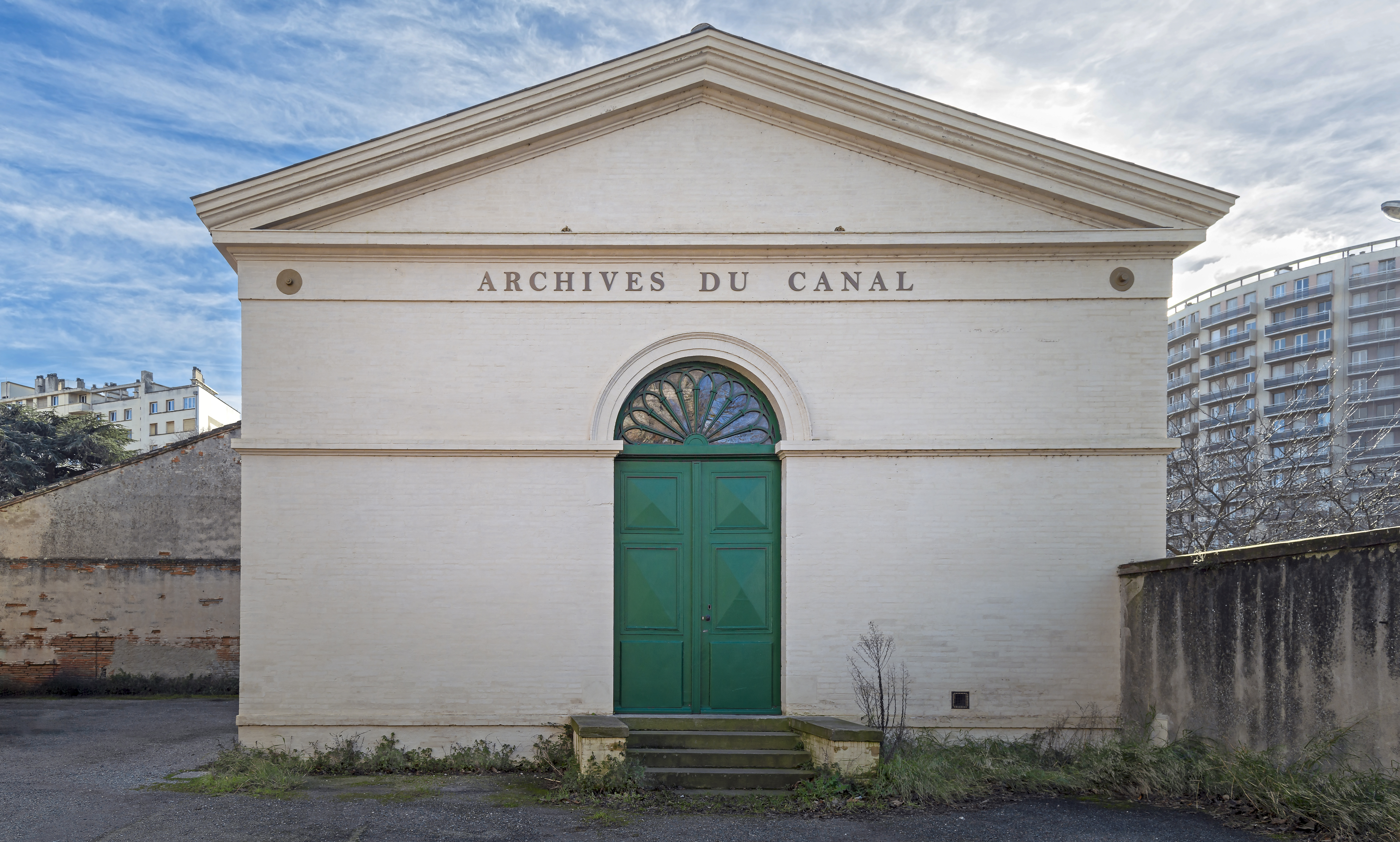
no 20 : Pavillon des Archives du Canal.

- no 20 : Pavillon des Archives du Canal.  Inscrit MH (1992)[7]. 
En 1750, un premier bâtiment destiné à abriter les archives du Canal est construit (actuel no 2). Devenu trop exigu, il est reconstruit plus loin en 1829 sur les plans de l'ingénieur Jean Polycarpe Maguès[8].

- no 26-30 : Château du Canal.  Inscrit MH (1992)[7]. 
Le château du Canal est construit en 1719. Il s'agit d'un magasin de stockage. Le bâtiment principal est flanqué de deux tours, occupées par la chambre de justice et une prison[8].

### Immeubles
- no 1-13 : résidence Le Carré de la Halle. 
Le Carré de la Halle est un immeuble construit entre 1991 et 1994, dans le cadre de la ZAC Saint-Étienne, sur les plans de l'architecte Jean-Pierre Estrampes. L'édifice, de style moderne, s'élève entre la place Dominique-Martin-Dupuy et le port Saint-Étienne. Il s'organise en plusieurs corps de bâtiment aux volumes et aux compositions et aux styles différents. La nef centrale permet de relier la place Dominique-Martin-Dupuy et le port Saint-Étienne : elle devait servir de passage public, quoique les circulations dans l'immeuble sont désormais limitées aux seuls résidents. L'architecture joue sur la transparence du verre, utilisé pour la façade et pour la toiture. La nef est encadrée par deux corps de bâtiments dévolus à des bureaux (actuels no 5 et 7)[9].

- no 14-16 : immeuble.